# Chalcosyrphus calopus
Chalcosyrphus calopus är en tvåvingeart som först beskrevs av Jacques-Marie-Frangile Bigot 1884.  Chalcosyrphus calopus ingår i släktet mulmblomflugor, och familjen blomflugor. Inga underarter finns listade i Catalogue of Life.